# Stare Brynki
Stare Brynki (deutsch Brünken) ist ein Dorf in der polnischen Woiwodschaft Westpommern. Es gehört zur Gmina Gryfino (Gemeinde Greifenhagen) im Powiat Gryfiński (Greifenhagener Kreis).

## Geographie
Das Kirchdorf liegt in Hinterpommern, zwischen Oder und Madüesee (poln. Jezioro Miedwie), etwa sieben Kilometer nordöstlich der Stadt Greifenhagen und acht Kilometer westnordwestlich des Dorfs Żelisławiec (Sinzlow).

## Geschichte

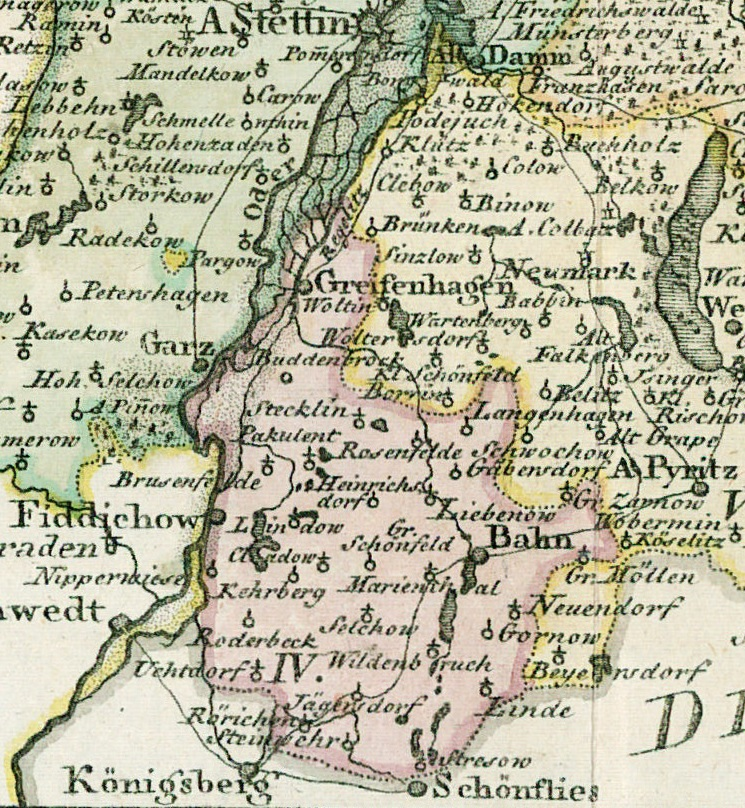
Brünken nordöstlich der Stadt Greifenhagen auf einer Landkarte des 18. Jahrhunderts

Die scheinbar erste Nennung des Dorfes stammt aus einer angeblichen Besitzbestätigung des pommerschen Herzogs Barnim I. für das Kloster Kolbatz von 1226, die aber als unecht erkannt ist.
Das Dorf Brunnik hatte im 13. Jahrhundert dem Herzog Barnim I. gehört, der es 1240/1241 dem Kloster Kolbatz zusammen mit der Fischerei im angrenzenden Teil der Reglitz schenkte. Im Jahre 1251 verlieh Bischof Wilhelm von Cammin dem Kloster überdies den Zehnten des hier Brunic genannten Dorfes.
Wie Berghaus mitteilt, belehnte 1481 und abermals 1492 der Abt Johann des Klosters Kolbatz die Familie Palen mit Teilen der Dörfer Klebow, Brünken sowie Klütz und mit einem anderen Teil von Klebow die Familie Koldenbeck. Nach dem gänzlichen Erlöschen der Familie Palen um das Jahr 1679 wurden diese Güter, als erledigte Klosterlehen, mit dem Domänenamt Kolbatz vereinigt. Im Urbarium des Amtes Kolbatz von 1700 ist der Ort als Brünniken aufgelistet.
Um 1864 hatte das Dorf Brünken 18 Bauernhöfe, eine Schmiede, 69  Wohngebäude und eine große Anzahl kleiner Eigentumsstellen.  Um 1935 gab es in Brünken unter anderem einen Gasthof, zwei Gemischtwarenläden, zwei Schmieden, eine Stellmacherei und eine Tischlerei.
Bis 1945 bildete Brünken eine Landgemeinde im Landkreis Greifenhagen der preußischen Provinz Pommern des Deutschen Reichs. Zur Gemeinde gehörten die Wohnplätze: 
1. Bahnhof Ferdinandstein
2. Brünken
3. Duisbruch
4. Neu Brünken
5. Neuteich.[8]

Die Gemeinde war dem Amtsbezirk Eichwerder zugeordnet.
Gegen Ende des Zweiten Weltkriegs wurde Brünken von der Roten Armee eingenommen. Anschließend  wurde Brünken, wie ganz Hinterpommern, von der Sowjetunion der Volksrepublik Polen zur Verwaltung überlassen. Der Ortsname wurde zu „Stare Brynki“ polonisiert. Die Bevölkerung wurde vertrieben.

## Demographie
| Jahr | Einwohner | Anmerkungen                                                                           |
| ---- | --------- | ------------------------------------------------------------------------------------- |
| 1782 | –         | 42 Feuerstellen (Haushaltungen)                                                       |
| 1818 | 323       | Dorf                                                                                  |
| 1852 | 578       | davon 141 Einwohner in der Siedlung Neu-Brünken                                       |
| 1864 | 716       | am 3. Dezember, auf einer Gemarkungsfläche von 4102 Morgen in 69 Wohngebäuden         |
| 1867 | 713       | am 3. Dezember                                                                        |
| 1871 | 675       | am 1. Dezember, in 76 Wohngebäuden; sämtlich Evangelische                             |
| 1910 | 634       | am 1. Dezember                                                                        |
| 1925 | 643       | darunter 634 Evangelische, sechs Katholiken und drei Einwohner unbekannter Konfession |
| 1933 | 645       | [ 18 ]                                                                                |
| 1939 | 1010      | [ 18 ]                                                                                |

## Kirche
Das Gebäude der Dorfkirche stammt aus dem 19. Jahrhundert. Die Außenwände bestehen an den Ecken, den Fensterrahmen, den Gesimsen usw. aus Backsteinen. Für das dazwischen liegende großflächige Gemäuer wurden behauene Granitsteine verwendet. Das Kirchengebäude wurde 1945 zerstört und erst in neuerer Zeit wieder aufgebaut. 

Ehemalige evangelische Dorfkirche Brünken
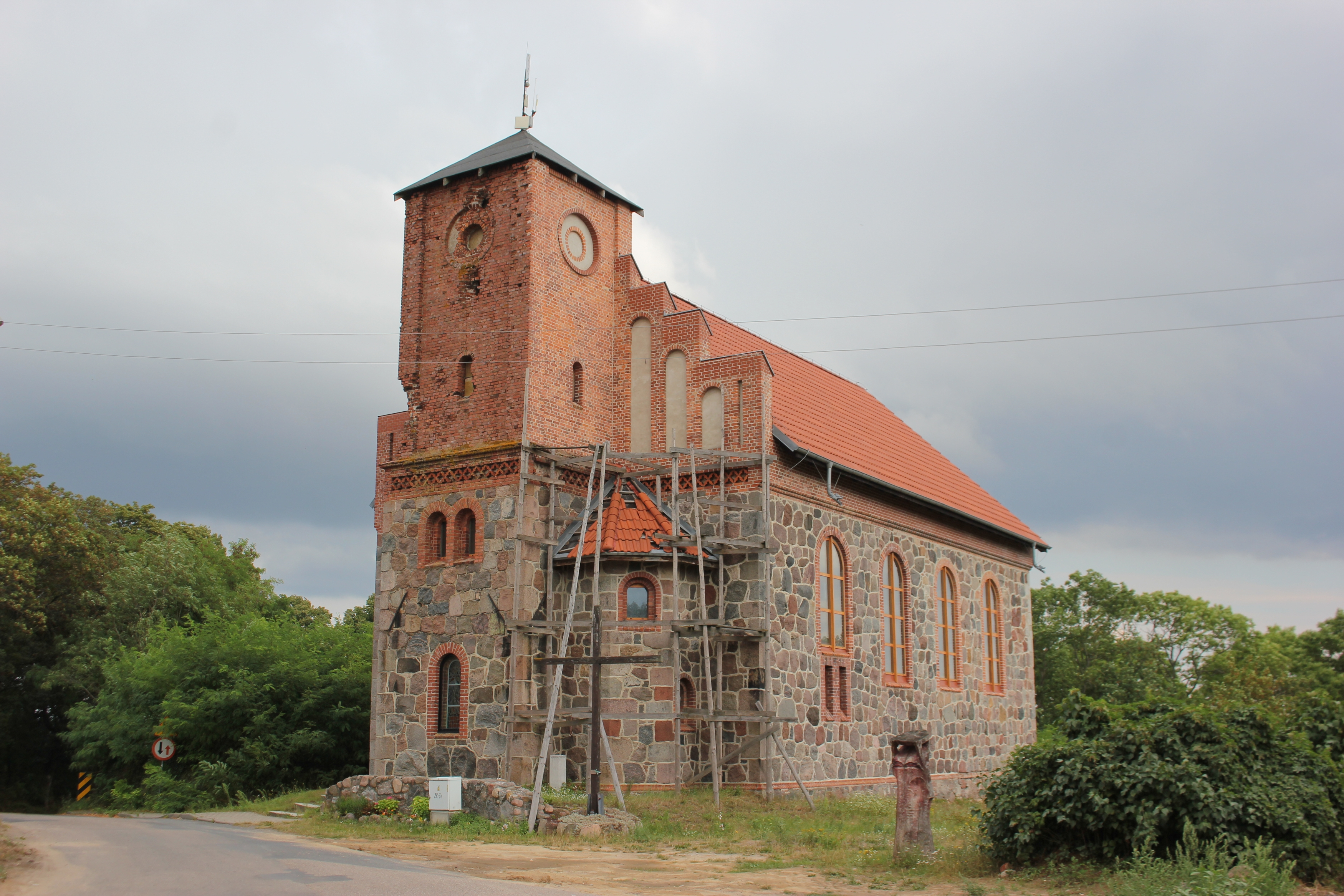
Turmseite (2020)
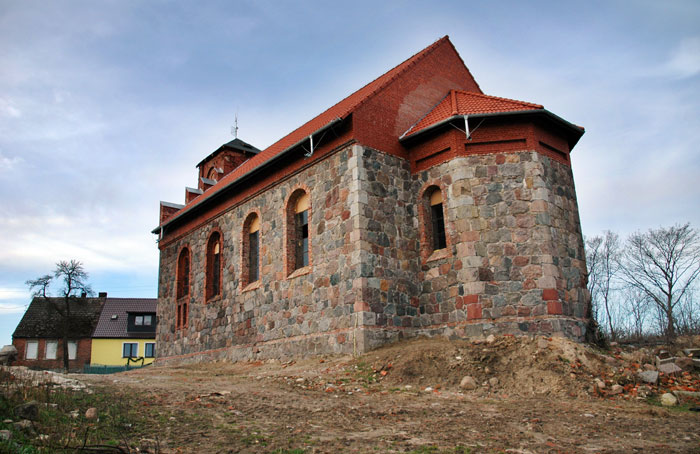
Chorseite (2008)

Das evangelische Kirchspiel gehörte vor 1945 zur Synode Greifenhagen. Der Bestand an Kirchenbüchern reichte bis 1753 zurück.
Das katholische Kirchspiel war in Altdamm, Kr. Randow. Das Standesamt befand sich in Ferdinandstein. 
Die nach Kriegsende zugewanderte polnische Bevölkerung ist größtenteils römisch-katholisch.